# Marion Hayden
Marion J. Hayden-Banfield (* 1952 in Detroit) ist eine US-amerikanische Jazzmusikerin (Kontrabass).

## Leben und Wirken
Hayden wuchs in der industriell geprägten West Side von Detroit auf; ihr Vater Herbert Hayden ist Jazzpianist. Mit neun Jahren begann sie Klavierunterricht zu nehmen, bevor sie mit zwölf zum Kontrabass wechselte. Im Sommerprogramm der Metro Arts traf sie auf Wendell Harrison und Marcus Belgrave, die zu ihren Lehrern wurden; mit 15 Jahren trat sie bereits mit erfahrenen Musikern wie Charles Boles auf. Hayden besuchte die Cass Tech High School und Henry Ford High School, anschließend studierte sie an der Michigan State University und der University of Michigan, wo sie einen Abschluss in Liberal Arts und Entomologie erwarb. Danach arbeitete sie zehn Jahre lang im Michigan Department of Agriculture; daneben trat sie in Nachtclubs mit Musikern der Detroiter Jazzszene auf wie Marcus Belgrave, Charles Boles, Teddy Harris, dem Jimmy Wilkins Orchestra, Buddy Budson, LaMonte Hamilton, dem Saxophonisten George Benson, Marvin „Doc“ Holladay, Randy Gelispie, Donald Walden, Kenn Cox, Stan Booker und Doug Hammond. Außerdem gehörte sie den Frauenbands Straight Ahead (seit 1987) und Venus an; mit Straight Ahead veröffentlichte sie drei Alben bei Atlantic und trat auf dem Montreux Jazz Festival auf.
In den 2000er-Jahren spielte Hayden u. a. in der All-Star-Formation Hip Hop Essence All Stars (u. a. mit Gato Barbieri, Dave Samuels, Michel Camilo, Bob James, Arturo O’Farrill, Chuck Loeb und Santi Debriano) ferner mit Althea René, Paul Abler, Ernie Krivda und im David Rogers Sextet (The World Is Not Your Home, 2007, u. a. mit Craig Taborn, Gerald Cleaver). 2008 nahm sie ihr Debütalbum Visions auf, an dem Cecil Bridgewater, Steve Turre, Wendell Harrison, Rob Pipho, Kirk Lightsey und Ralph Peterson mitwirkten. Ab den 2000er-Jahren arbeitete sie weiterhin mit Joan Belgrave, Spencer Barefield, James Carter  und Sheila Jordan. Im Bereich des Jazz war sie zwischen 1982 und 2014 an 40 Aufnahmesessions beteiligt.